# مجزرة بغداد 1624
مجزرة بغداد هي مجزرة في أهل بغداد قامت بها قوات الدولة الصفوية في 4 ربيع الأول 829 / 14 يناير 1624.

## تاريخ
بعد حصار للمدينة دام ثلاثة أشهر مما دفع الناس إلى أكل الجيف، وحصلت هذه المذبحة بأمر من الشاه عباس الصفوي بعد احتلاله لمدينة بغداد خلال الحرب العثمانية الصفوية (1623-1639)، حيث أمر جنوده بعمل مجزرة بأهل بغداد من المسلمين السنة إذ ذهب ضحيتها عدة ألاف من الأهالي مع نهب لممتلكاتهم، وغالبية قوات الشاه كانت تتكون من (الغلمان)، وهي الفرقة الجديدة الموازية لقوات الانكشارية العثمانية، وهم من الأسرى المجلوبين من القوقاز من الشركس والجورجيين إذ كان ولائهم للشاه فقط، بالأضافة إلى الفرس والقزلابشين (ذو الأصل التركماني والأذري)، من المقاتلين ذو النظام الأقطاعي الذين عمل الشاه على الحد من سلطتهم بعد أزديادها. 

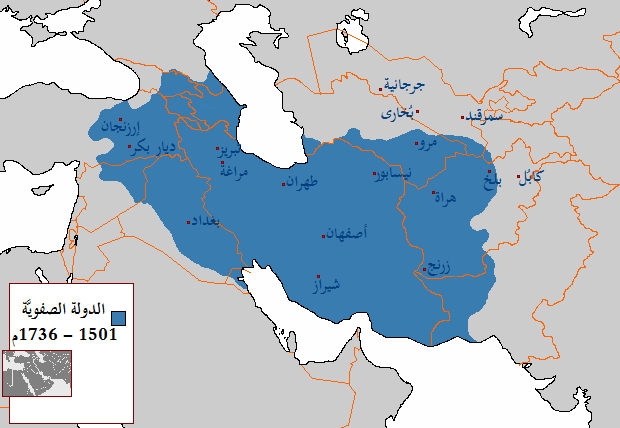
الدولة الصفوية في أقصى إمتداد لها، 1501- 1722

سياسة الشاه هي أستمرار لسياسة نشر التشيع بالقوة وأستمرار لما حصل في إيران، ومذبحة بغداد كانت تهدف إلى تحويل بغداد إلى مدينة شيعية بحتة ليسهل حكمها، كما أمر بهدم مساجد المسلمين من أهل السنة وأهانتها وجعلها مزابل كما حصل مع جامع الإمام أبو حنيفة النعمان.